# 间三联苯-4,4''-二甲酸
间三联苯-4,4''-二甲酸是一种有机化合物，化学式为C20H14O4。它可由1,3-二溴苯和4-甲氧羰基苯硼酸在四(三苯基膦)钯催化下反应，再在氢氧化锂溶液中水解，经酸化制得。它和硝酸铜、四氯化锆等金属盐反应，可以得到相应的金属有机框架材料。